# پست تاور
پست تاور (انگلیسی: Post Tower) ساختمان اداری ۴۱ طبقه مستقر در شهر بن، آلمان است، که پروژه ساخت آن در سال ۲۰۰۰ آغاز شد و در سال ۲۰۰۲ به بهره‌برداری رسید. این ساختمان متعلق به شرکت دویچه پست است و دفتر مرکزی آن در این ساختمان قرار دارد.